# 邱国洪
邱国洪（1957年12月—），上海人，中华人民共和国政治人物、外交官。曾任中華人民共和國駐大韓民國大使。

## 簡歷
- 1981年加入中华人民共和国外交部。
- 1983年起在中国驻日本大使馆工作，先后在中国驻日本大使馆和駐大阪總領事館工作。曾任中国外交部亚洲司副司长。
- 2003年，接替王泰平任駐大阪總領事至2006年。
- 2008年，接替郑祥林担任中华人民共和国驻尼泊尔大使[1]。
- 2011年，轉任外交部涉外安全事务司司长。
- 2014年2月至2019年12月接替張鑫森出任中華人民共和國駐大韓民國大使。[2]

## 荣誉

### 外国勋章奖章
- 修交勋章光化章（韩国，2020年11月3日批准[3]，2020年12月17日于北京韩国驻华大使官邸颁发[4]）